# Alan Minda
Alan Steve Minda García (ur. 14 maja 2003 w Esmeraldas) – ekwadorski piłkarz występujący na pozycji skrzydłowego, reprezentant Ekwadoru, od 2023 roku zawodnik belgijskiego Cercle Brugge.